# 10-es busz (Győr)
A győri 10-es jelzésű autóbusz az Autóbusz-állomás és Bácsa, vámosszabadi elágazás között közlekedik. A járatot a Volánbusz üzemelteti.

## Közlekedése
A vonalat a 7003, 7004, 7005 Győr - Kisbajcs viszonylatú regionális autóbuszjáratok szolgálják ki.

## Útvonala
| Bácsa, vámosszabadi elágazás felé | Autóbusz-állomás felé |
| --- | --- |
| Autóbusz-állomás vá. – Hunyadi utca – Baross Gábor híd – Szent István út – Nagymegyeri út – Gömör utca – Új Bácsai út – Névtelen út – Külső Bácsai út – István király út – Bácsa, vámosszabadi elágazás vá. | Bácsa, vámosszabadi elágazás vá. – István király út – Külső Bácsai út – Névtelen út – Új Bácsai út – Gömör utca – Nagymegyeri út – Szent István út – Baross Gábor híd – Hunyadi utca – Bartók Béla út – Eszperantó út – Autóbusz-állomás vá. |

## Megállóhelyei
| 0  | Autóbusz-állomás végállomás                      | 15 | 1, 1A, 2, 2B, 27, 32, 34, 36 Távolsági járatok S10 G10 , IC, InterRégió, EC, EN, ER, gyorsvonat, expresszvonat, | Győr Helyközi autóbusz-állomás, Munkaügyi központ, ÉNYKK Zrt. forgalmi iroda, Leier City Center, Posta                                          |
| 3  | Szent István út, Iparkamara                      | 12 | 6, 7, 8, 8B, 11, 11Y, 12, 12A, 14, 14B, 15, 15A, 30, 30A, 30B, 30Y, 31, 31A, 42, CITY                           | Győr-Moson-Sopron Vármegyei Kereskedelmi és Iparkamara, GYSZSZC Deák Ferenc Közgazdasági Szakgimnáziuma, Révai Parkolóház, Bisinger József park |
| 5  | 14-es út, Árkád üzletház                         | 10 | 6, CITY | ÁRKÁD |
| 7  | Szabadrév utca                                   | 7  | | PENNY MARKET, Révfalui izraelita temető |
| 8  | Víztükör utca                                    | 6  | | |
| 9  | Kormorán utca (Korábban: Víziváros, körforgalom) | 4  | | |
| 10 | Kisbácsa, körforgalom                            | 3  | | Nagyboldogasszony Plébánia |
| 12 | Gát utca                                         | 2  | 11, 11Y | Füvészkert |
| 14 | Bácsa, posta                                     | 1  | 11, 11Y | 10-es posta, Nagybácsai óvoda, Szent István Plébánia, Gyermekorvosi rendelő                                                                     |
| 15 | Bácsa, vámosszabadi elágazás végállomás          | 0  | 11, 11Y | Jászai utcai focipálya |